# موريس تشفيت
موريس تشفيت (بالفرنسية: Maurice Chevit)‏ هو كاتب مسرحي وممثل فرنسي، ولد في 31 أكتوبر 1923 بباريس في فرنسا، وتوفي في 2 يوليو 2012 في فرنسا.

## وصلات خارجية
- موريس تشفيت على موقع IMDb (الإنجليزية)
- موريس تشفيت على موقع ألو سيني (الفرنسية)
- موريس تشفيت على موقع أول موفي (الإنجليزية)
- موريس تشفيت على موقع قاعدة بيانات الأفلام السويدية (السويدية)
- موريس تشفيت على موقع ديسكوغز (الإنجليزية)
- موريس تشفيت على موقع قاعدة بيانات الفيلم (الإنجليزية)
- موريس تشفيت على موقع كينوبويسك (الروسية)